# Орел чорний
Орел чорний (Ictinaetus malaiensis) — вид яструбоподібних птахів родини яструбових (Accipitridae). Мешкає в Південній і Південно-Східній Азії. Це єдиний представник монотипового роду Чорний орел (Ictinaetus).

## Опис

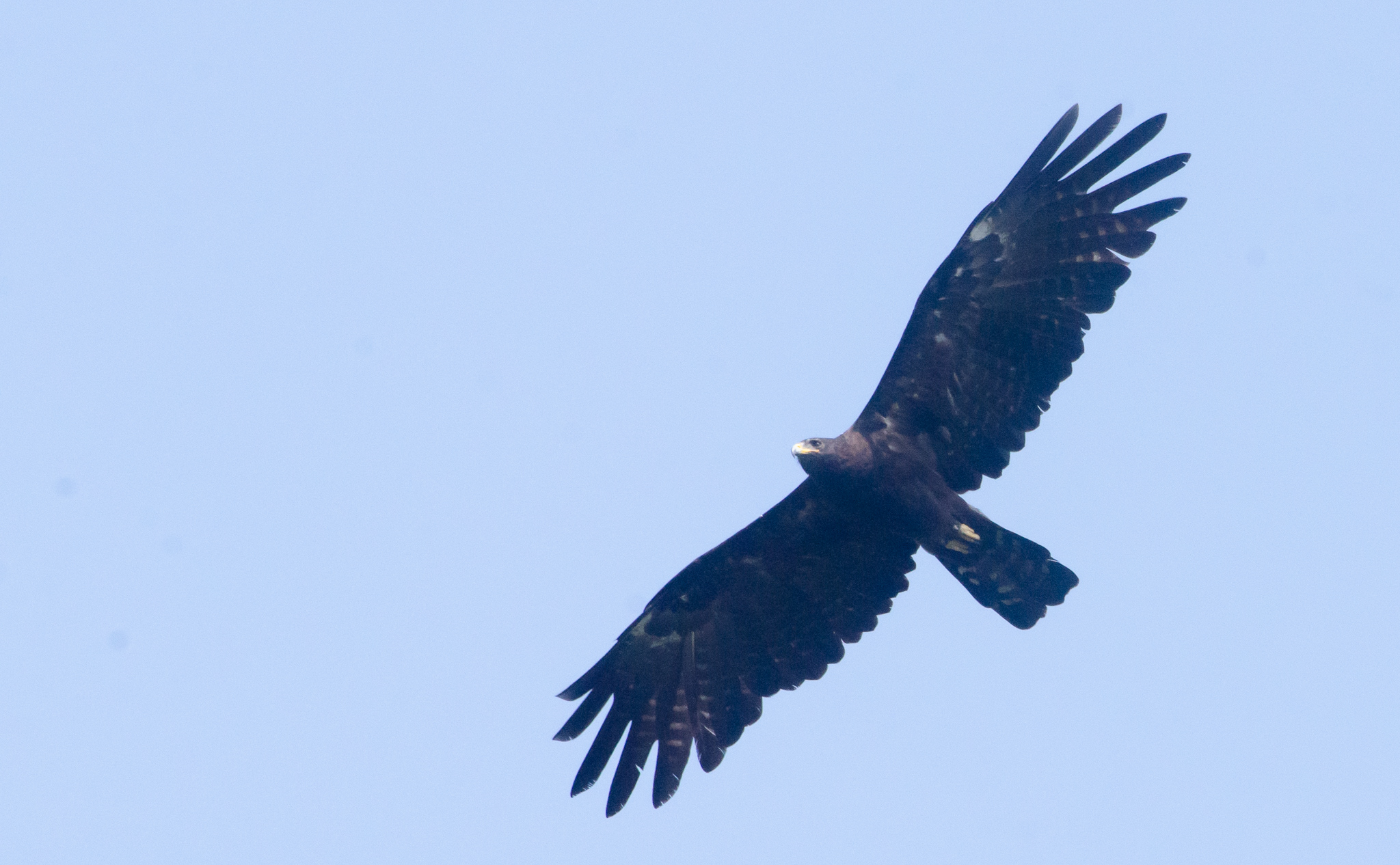
Чорний орел в польоті

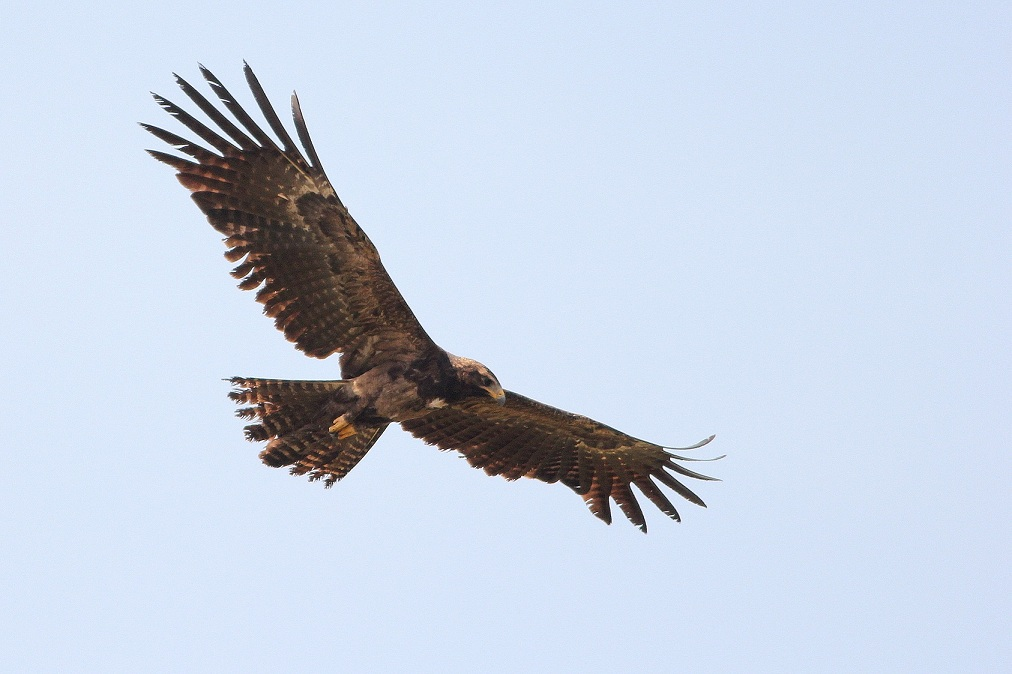
Чорний орел в польоті

Чорний орел — великий, стрункий хижий птах, середня довжина якого становить 65-80 см, розмах крил 148-182, вага 1-1,6 кг. Дорослі птахи мають повністю чорне забарвлення, за винятком жовтих лап і восковиці. На хвості сірувато-коричневі смуги. Крила довгі, широкі, першорядні махові пера віддлені один від одного, що надає крилам характерної форми. Коли птах сидить, кінчики його крил досягають кінчика хвоста або навіть довші. Політ повільний, в польоті постава крил V-подібна. Райдужки темно-карі, дзьоб сіруватий. Виду не притаманний статевий диморфізм. У молодих птахів голова, нижня частина тіла і нижня сторона крил охристі, очі червонувато-карі. Представники підвиду I. m. perniger мають дещо менші розміри, ніж представники номінативного підвиду.

## Підвиди
Виділяють два підвиди:
- I. m. perniger (Hodgson, 1836) — передгір'я Гімалаїв, центр Індії, Західні і Східні Гати, острів Шрі-Ланка;
- I. m. malaiensis (Temminck, 1822) — від М'янми до Індокитаю і південного Китаю, острів Тайвань, Малайський півострів, Великі Зондські острови і Молуккські острови.

## Поширення і екологія
Чорні орли мешкають в Пакистані, Індії, Непалі, Бутані, Бангладеш, М'янмі, Таїланді, Китаї, Лаосі, В'єтнамі, Камбоджі, Малайзії, Індонезії, Брунеї, на Тайвані і Шрі-Ланці. Вони живуть у вологих тропічних лісах в горах і передгір'ях, на узліссях і галявинах. Зустрічаються на висоті від 300 до 2700 м над рівнем моря, місцями на висоті до 3100 м над рівнем моря. Ведуть осілий спосіб життя.
Чорні орли найбільш відомі своїм унікальним способом полювання, який крім них, зустрічається лише у американських вилохвостих лунів. Вони хапають яйця і пташенят, іноді цілком відкриваючи гніздо від гілок, після чого відносять його і поїдають вміст. В цьому орлам допомагає будова їх лап: зовнішній палець і пазур на ньому дуже короткі, а решта пальців витягнуті і мають довгі кігті. Крім яєць і пташенят, чорні орли також полюють на ссавців, зокрема на індійських гігантських білок і індійських макак , на ящірок, жаб і комах. Вони довго і повільно ширяють над кронами дерев, через що лепча називають чорних орлів «птахами, що ніколи не відпочивають». Також орли можуть швидко переслідувати кажанів або ластівок, що вилітають з печери.
Початок сезону розмноження у чорних орлів різниться в залежності від сезону: на півдні Індії гніздування триває з листопада по січень, на півночі дещо пізніше, на Яві з квітня по серпень, на Сулавесі у липні, на Суматрі в серпні. Птахи виконують демонстраційні польоті, що включають пікірування зі згорнутими крилами з висоти 300 м, яке завершується різким набираням висоти. Пара чорних орлів будує велике гніздо, яке має форму платформи шириною 90-100 м, робиться з гілок і розміщується на вершині великого дерева, що росте на стрімкому схилі. Гніздо часто використовується повторно. В кладці 1, рідше 2 білих яйця, поцяткованих коричневими або рожевувато-ліловими плямами. 

## Збереження
МСОП класифікує цей вид як такий, що не потребує особливих заходів зі збереження. За оцінками дослідників, популяція чорних орлів становить приблизно 10 тисяч птахів. Набільша щільність населення спостерігаляється на пагорбах М'янми і Південного Китаю.